# クラリネット協奏曲第2番 (ウェーバー)
クラリネット協奏曲第2番 変ホ長調 作品74（J.118）は、カール・マリア・フォン・ウェーバーが1811年に作曲した、2作目のクラリネット協奏曲。ミュンヘンの宮廷管弦楽団のクラリネット奏者であったハインリヒ・ヨーゼフ・ベールマンのために書かれ、クラリネットを扱ったウェーバーの一連の作品のうちの一曲である。
1811年4月5日、ウェーバーのクラリネット小協奏曲がミュンヘンにおいてベールマンの独奏と宮廷管弦楽団によって初演された。これを聴いたバイエルン国王マクシミリアン1世は大いに感動し、新たに2曲の協奏曲の作曲をウェーバーに依頼した。ウェーバーはそれに応え、まず同年6月に第1番ヘ短調作品73が初演された。次いで7月17日にミュンヘン郊外のシュタルンベルクで変ホ長調の協奏曲が書き上げられた。
初演は1811年11月25日、ミュンヘンで歌手のヴァイクゼルバウム（Georg Weixelbaum）が開いたコンサートにおいて、ベールマンの独奏によって行われた。出版は第1番と同じく1822年に行われた。

## 編成
独奏クラリネット（B♭管）、フルート2、オーボエ2、ファゴット2、ホルン2、トランペット2、ティンパニ、弦五部

## 構成
3楽章からなり、演奏時間は約25分。劇的な第1番と比較して華やかな楽想が目立つ。
第1楽章　アレグロ　変ホ長調　4分の4拍子　協奏曲風ソナタ形式
行進曲風のリズムが全編にちりばめられている。管弦楽による第一、第二主題の提示に続き、クラリネットが3オクターヴの跳躍によって印象的な登場をする。おおむねソナタ形式の型通りに進み、再現部の第一主題は管弦楽だけで扱われる。カデンツァを挿入する箇所は用意されていないが、その代わり終盤にクラリネットが無伴奏で急速なアルペジオを奏する場面がある。
第2楽章　アンダンテ・コン・モート　ト短調　6分の8拍子　三部形式
憂いに満ちたロマンス。中間部ではクラリネットに技巧的な動きが現れ、「レチタティーヴォ」("Recit.")と記された楽節で劇的な振舞いを見せる。
第3楽章　アラ・ポラッカ　変ホ長調　4分の3拍子　ロンド形式
ポロネーズ風の軽快なフィナーレ。基本的には小ロンド形式をとり、多彩な楽想が提示される。コーダには当時のクラリネットの性能の限界に挑むようなパッセージが散りばめられる。